# Fußball-Weltmeisterschaft 1982/Gruppe 5
| Pl. | Land        | Sp. | S | U | N | Tore    | Diff. | Punkte |
| --- | ----------- | --- | - | - | - | ------- | ----- | ------ |
| 1.  | Nordirland  | 3   | 1 | 2 | 0 | 002:100 | +1    | 04:20  |
| 2.  | Spanien     | 3   | 1 | 1 | 1 | 003:300 | ±0    | 03:30  |
| 3.  | Jugoslawien | 3   | 1 | 1 | 1 | 002:200 | ±0    | 03:30  |
| 4.  | Honduras    | 3   | 0 | 2 | 1 | 002:300 | −1    | 02:40  |

Gruppe 5 der Fußball-Weltmeisterschaft 1982:

## Spanien – Honduras 1:1 (0:1)
| Spanien                                                                  | Spanien | Honduras | Honduras |
| ------------------------------------------------------------------------ | --- | --- | -------- |
| Spanien                                                                  | \| 1. Gruppenspiel \| \| Mittwoch, 16. Juni 1982 um 21:00 Uhr in Valencia (Estadio Luis Casanova) \| \| Zuschauer: 49.562 \| \| Schiedsrichter: Arturo Ithurralde ( Argentinien) \| \| Spielbericht \|                                                                                | \| 1. Gruppenspiel \| \| Mittwoch, 16. Juni 1982 um 21:00 Uhr in Valencia (Estadio Luis Casanova) \| \| Zuschauer: 49.562 \| \| Schiedsrichter: Arturo Ithurralde ( Argentinien) \| \| Spielbericht \|                                                                              | Honduras |
| Spanien                                                                  | Luis Arconada – José Ramón Alexanko – José Antonio Camacho, Miguel Tendillo, Rafael Gordillo – Joaquín Alonso (46. José Vicente Sánchez), Periko Alonso, Jesús María Zamora – Juanito (46. Enrique Saura), Jesús María Satrústegui, Roberto López Ufarte Cheftrainer: José Santamaría | Julio César Arzú – Allan Anthony Costly – Efraín Gutiérrez, Jaime Villegas, Fernando Bulnes – Ramón Maradiaga , Gilberto Yearwood, Héctor Zelaya – Prudencio Norales (69. Carlos Orlando Caballero), Porfirio Betancourt, José Roberto Figueroa Cheftrainer: José de la Paz Herrera | Honduras |
| Spanien                                                                  | 1:1 López Ufarte (65., Foulelfmeter) | 0:1 Zelaya (7.) | Honduras |
| 1. Gruppenspiel                                                          | | |          |
| Mittwoch, 16. Juni 1982 um 21:00 Uhr in Valencia (Estadio Luis Casanova) | | |          |
| Zuschauer: 49.562                                                        | | |          |
| Schiedsrichter: Arturo Ithurralde ( Argentinien)                         | | |          |
| Spielbericht                                                             | | |          |

## Jugoslawien – Nordirland 0:0
| Jugoslawien                                                       | Jugoslawien | Nordirland | Nordirland |
| ----------------------------------------------------------------- | --- | --- | ---------- |
| Jugoslawien                                                       | \| 1. Gruppenspiel \| \| Donnerstag, 17. Juni 1982 um 21:00 Uhr in Saragossa (La Romareda) \| \| Zuschauer: 25.000 \| \| Schiedsrichter: Erik Fredriksson ( Schweden) \| \| Spielbericht \|                | \| 1. Gruppenspiel \| \| Donnerstag, 17. Juni 1982 um 21:00 Uhr in Saragossa (La Romareda) \| \| Zuschauer: 25.000 \| \| Schiedsrichter: Erik Fredriksson ( Schweden) \| \| Spielbericht \|               | Nordirland |
| Jugoslawien                                                       | Dragan Pantelić – Velimir Zajec – Nikola Jovanović, Nenad Stojković, Miloš Hrstić – Edhem Šljivo, Ivan Gudelj, Ivica Šurjak , Vladimir Petrović – Safet Sušić, Zlatko Vujović Cheftrainer: Miljan Miljanić | Pat Jennings – Jimmy Nicholl, Chris Nicholl, John McClelland, Mal Donaghy – Martin O’Neill , David McCreery, Sammy McIlroy, Billy Hamilton – Gerry Armstrong, Norman Whiteside Cheftrainer: Billy Bingham | Nordirland |
| Jugoslawien                                                       | Whiteside | | Nordirland |
| 1. Gruppenspiel                                                   | | |            |
| Donnerstag, 17. Juni 1982 um 21:00 Uhr in Saragossa (La Romareda) | | |            |
| Zuschauer: 25.000                                                 | | |            |
| Schiedsrichter: Erik Fredriksson ( Schweden)                      | | |            |
| Spielbericht                                                      | | |            |

## Spanien – Jugoslawien 2:1 (1:1)
| Spanien                                                                 | Spanien | Jugoslawien | Jugoslawien |
| ----------------------------------------------------------------------- | --- | --- | ----------- |
| Spanien                                                                 | \| 2. Gruppenspiel \| \| Sonntag, 20. Juni 1982 um 21:00 Uhr in Valencia (Estadio Luis Casanova) \| \| Zuschauer: 48.000 \| \| Schiedsrichter: Henning Lund-Sørensen ( Dänemark) \| \| Spielbericht \|                                                                       | \| 2. Gruppenspiel \| \| Sonntag, 20. Juni 1982 um 21:00 Uhr in Valencia (Estadio Luis Casanova) \| \| Zuschauer: 48.000 \| \| Schiedsrichter: Henning Lund-Sørensen ( Dänemark) \| \| Spielbericht \|                                                   | Jugoslawien |
| Spanien                                                                 | Luis Arconada – José Ramón Alexanko – José Antonio Camacho, Miguel Tendillo, Rafael Gordillo – José Vicente Sánchez (63. Enrique Saura), Periko Alonso, Jesús María Zamora – Juanito, Jesús María Satrústegui (63. Quini), Roberto López Ufarte Cheftrainer: José Santamaría | Dragan Pantelić – Velimir Zajec – Zlatko Krmpotić, Nenad Stojković, Nikola Jovanović (74. Vahid Halilhodžić) – Edhem Šljivo, Ivan Gudelj, Ivica Šurjak , Vladimir Petrović – Safet Sušić, Zlatko Vujović (83. Miloš Šestić) Cheftrainer: Miljan Miljanić | Jugoslawien |
| Spanien                                                                 | 1:1 Juanito (14., Foulelfmeter) 2:1 Saura (66.) | 0:1 Gudelj (10.) | Jugoslawien |
| Spanien                                                                 | Zamora (80.), Gordillo (87.) | Stojković (35.), Šljivo (78.) | Jugoslawien |
| Spanien                                                                 | López Ufarte schießt Foulelfmeter neben das Tor (14.). Schiedsrichter Lund Sørensen lässt den Elfmeter wiederholen, weil Pantelic sich zu früh bewegt hatte. | | Jugoslawien |
| 2. Gruppenspiel                                                         | | |             |
| Sonntag, 20. Juni 1982 um 21:00 Uhr in Valencia (Estadio Luis Casanova) | | |             |
| Zuschauer: 48.000                                                       | | |             |
| Schiedsrichter: Henning Lund-Sørensen ( Dänemark)                       | | |             |
| Spielbericht                                                            | | |             |

## Honduras – Nordirland 1:1 (0:1)
| Honduras                                                      | Honduras | Nordirland | Nordirland |
| ------------------------------------------------------------- | --- | --- | ---------- |
| Honduras                                                      | \| 2. Gruppenspiel \| \| Montag, 21. Juni 1982 um 21:00 Uhr in Saragossa (La Romareda) \| \| Zuschauer: 15.000 \| \| Schiedsrichter: Thomson Chan ( Hongkong) \| \| Spielbericht \|                                                                                     | \| 2. Gruppenspiel \| \| Montag, 21. Juni 1982 um 21:00 Uhr in Saragossa (La Romareda) \| \| Zuschauer: 15.000 \| \| Schiedsrichter: Thomson Chan ( Hongkong) \| \| Spielbericht \|                                                               | Nordirland |
| Honduras                                                      | Julio César Arzú – Allan Anthony Costly – Efraín Gutiérrez, Jaime Villegas, José Luis Cruz – Ramón Maradiaga , Gilberto Yearwood, Héctor Zelaya – Prudencio Norales (58. Eduardo Laing), Porfirio Betancourt, José Roberto Figueroa Cheftrainer: José de la Paz Herrera | Pat Jennings – Jimmy Nicholl, Chris Nicholl, John McClelland, Mal Donaghy – Martin O’Neill (78. Felix Healy), David McCreery, Sammy McIlroy – Gerry Armstrong, Billy Hamilton, Norman Whiteside (65. Noel Brotherston) Cheftrainer: Billy Bingham | Nordirland |
| Honduras                                                      | 1:1 Laing (60.) | 0:1 Armstrong (9.) | Nordirland |
| 2. Gruppenspiel                                               | | |            |
| Montag, 21. Juni 1982 um 21:00 Uhr in Saragossa (La Romareda) | | |            |
| Zuschauer: 15.000                                             | | |            |
| Schiedsrichter: Thomson Chan ( Hongkong)                      | | |            |
| Spielbericht                                                  | | |            |

## Honduras – Jugoslawien 0:1 (0:0)
| Honduras                                                          | Honduras | Jugoslawien | Jugoslawien |
| ----------------------------------------------------------------- | --- | --- | ----------- |
| Honduras                                                          | \| 3. Gruppenspiel \| \| Donnerstag, 24. Juni 1982 um 21:00 Uhr in Saragossa (La Romareda) \| \| Zuschauer: 25.000 \| \| Schiedsrichter: Gastón Castro ( Chile) \| \| Spielbericht \|                                                                                 | \| 3. Gruppenspiel \| \| Donnerstag, 24. Juni 1982 um 21:00 Uhr in Saragossa (La Romareda) \| \| Zuschauer: 25.000 \| \| Schiedsrichter: Gastón Castro ( Chile) \| \| Spielbericht \|                                                                    | Jugoslawien |
| Honduras                                                          | Julio César Arzú – Allan Anthony Costly – Domingo Drummond, Jaime Villegas, Fernando Bulnes – Ramón Maradiaga , Gilberto Yearwood, Héctor Zelaya, José Luis Cruz (65. Eduardo Laing) – Porfirio Betancourt, José Roberto Figueroa Cheftrainer: José de la Paz Herrera | Dragan Pantelić – Velimir Zajec – Zlatko Krmpotić, Nenad Stojković, Nikola Jovanović (46. Vahid Halilhodžić) – Edhem Šljivo, Ivan Gudelj, Ivica Šurjak , Vladimir Petrović – Safet Sušić, Zlatko Vujović (62. Miloš Šestić) Cheftrainer: Miljan Miljanić | Jugoslawien |
| Honduras                                                          | 0:1 Petrović (88., Foulelfmeter) | | Jugoslawien |
| Honduras                                                          | Maradiaga (85.) | Krmpotić (81.) | Jugoslawien |
| Honduras                                                          | Yearwood (89.) | | Jugoslawien |
| 3. Gruppenspiel                                                   | | |             |
| Donnerstag, 24. Juni 1982 um 21:00 Uhr in Saragossa (La Romareda) | | |             |
| Zuschauer: 25.000                                                 | | |             |
| Schiedsrichter: Gastón Castro ( Chile)                            | | |             |
| Spielbericht                                                      | | |             |

## Nordirland – Spanien 1:0 (0:0)
| Nordirland                                                              | Nordirland | Spanien | Spanien |
| ----------------------------------------------------------------------- | --- | --- | ------- |
| Nordirland                                                              | \| 3. Gruppenspiel \| \| Freitag, 25. Juni 1982 um 21:00 Uhr in Valencia (Estadio Luis Casanova) \| \| Zuschauer: 49.562 \| \| Schiedsrichter: Héctor Ortíz ( Paraguay) \| \| Spielbericht \|                                                     | \| 3. Gruppenspiel \| \| Freitag, 25. Juni 1982 um 21:00 Uhr in Valencia (Estadio Luis Casanova) \| \| Zuschauer: 49.562 \| \| Schiedsrichter: Héctor Ortíz ( Paraguay) \| \| Spielbericht \|                                                                             | Spanien |
| Nordirland                                                              | Pat Jennings – Jimmy Nicholl, Chris Nicholl, John McClelland, Mal Donaghy – Martin O’Neill , David McCreery, Sammy McIlroy (50. Thomas Cassidy) – Gerry Armstrong, Billy Hamilton, Norman Whiteside (70. Sammy Nelson) Cheftrainer: Billy Bingham | Luis Arconada – José Ramón Alexanko – José Antonio Camacho, Miguel Tendillo, Rafael Gordillo – José Vicente Sánchez, Periko Alonso, Enrique Saura – Juanito, Jesús María Satrústegui (46. Quini), Roberto López Ufarte (77. Ricardo Gallego) Cheftrainer: José Santamaría | Spanien |
| Nordirland                                                              | 1:0 Armstrong (47.) | | Spanien |
| Nordirland                                                              | Hamilton (41.), McIlroy (42.) | Juanito (20.) | Spanien |
| Nordirland                                                              | Donaghy (62.) | | Spanien |
| 3. Gruppenspiel                                                         | | |         |
| Freitag, 25. Juni 1982 um 21:00 Uhr in Valencia (Estadio Luis Casanova) | | |         |
| Zuschauer: 49.562                                                       | | |         |
| Schiedsrichter: Héctor Ortíz ( Paraguay)                                | | |         |
| Spielbericht                                                            | | |         |